# Bosque El Nixticuil

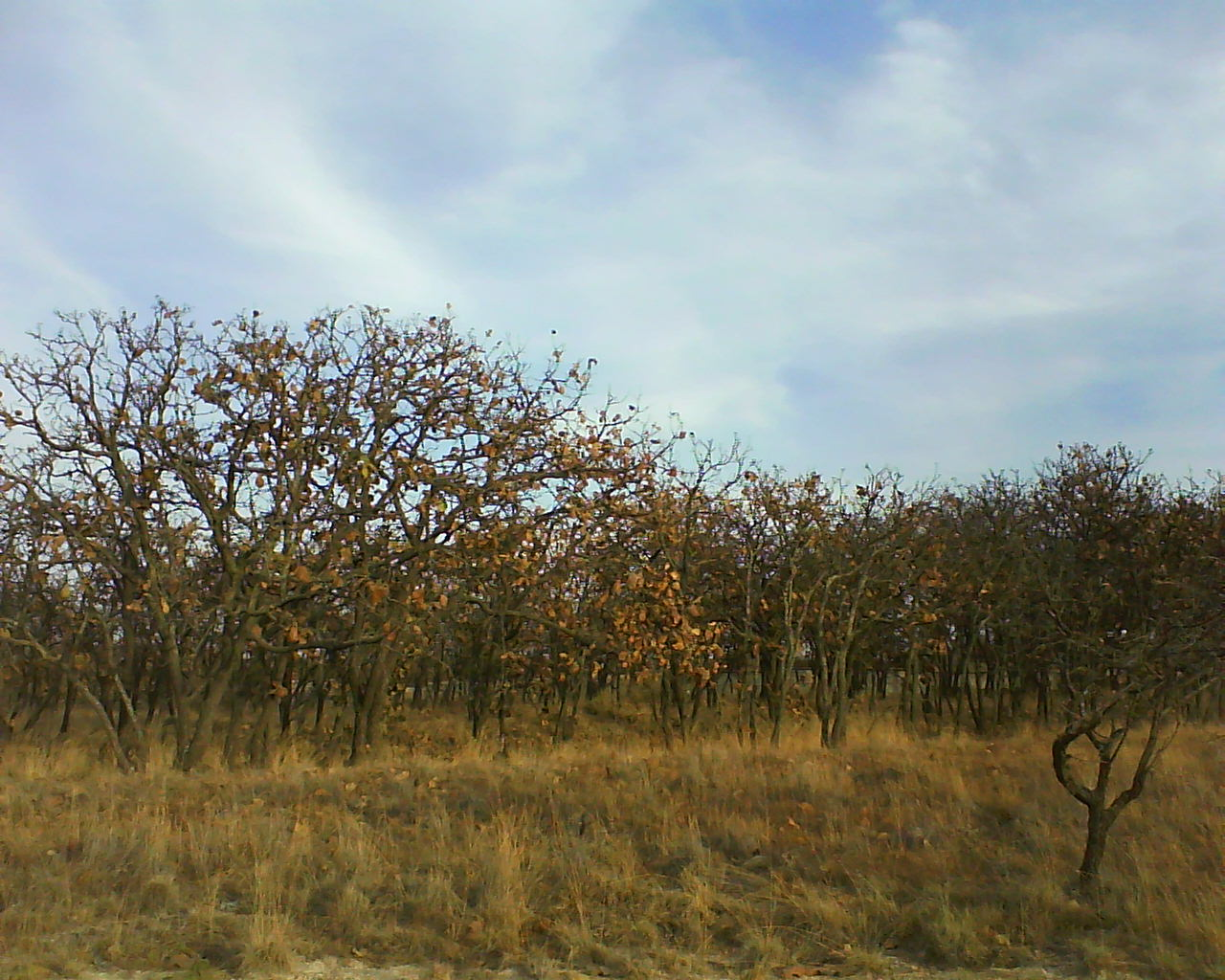
Bosque el Nixticuil, robles adultos en temporada de sequía.

El Bosque El Nixticuil es un bosque primario ubicado al noroeste de la Zona metropolitana de Guadalajara específicamente en el municipio mexicano de Zapopan, el cual es considerado bosque urbano debido a su colindancia con la urbe del municipio en constante crecimiento. Presenta en su mayoría roble, encino y plantaciones de pino.
Formaba parte de un bosque mayor ya desaparecido de más de 27 000 hectáreas, y recibe el nombre de un promontorio natural llamado El Nixticuil que se encuentra en la zona.

## Antecedentes históricos

### Origen nativo del bosque el Nixticuil
Existe una hipótesis que se basa en que el bosque era originariamente un territorio indígena del poblado de Huautla y en sus contornos colindaba con lo que fueran terrenos del pueblo indígena Cópala. La apropiación de estos terrenos por los conquistadores y su inclusión como parte de las mercedes reales indica por qué los indígenas se enfrascaron por años en tratar de recuperar lo que para ellos era su territorio ancestral. El cerro del Nixticuil se conservó intocado y se apreciaba como un tesoro de reserva.

### Sitios importantes
En la Zona del bosque del Nixticuil, existen al menos tres edificaciones de valor histórico, cuyo uso y aprovechamiento han variado de acuerdo con las posibilidades de sus propietarios.
Templo de San Esteban. La fecha de construcción del templo se remonta al año 1580. Según una tradición la iniciativa para su edificación se debe a Fray Antonio de Segovia y se considera de estilo similar a la basílica de Zapopan. Las gruesas bardas que dan forma a su nave son de adobe. En su interior se pueden apreciar pinturas con motivos y colores de estilo indígena.
Hacienda La Escoba. Se ubica a cinco leguas de la cabecera municipal de Zapopan y frente al poblado de Copalita. Se puede acceder a ella mediante carretera a Colotlán. La hacienda alberga una fábrica de hilados y tejidos que en realidad fue la primera industria registrada en la historia de Jalisco que empezó a operar en el año de 1840.
Hacienda Río Blanco. En el centro del actual poblado ejidal de Río Blanco se alberga esta hacienda en donde también operaba una fábrica de algodón. El fundador de esta fábrica decidió aprovechar el agua que pasaba por La Escoba para formar la presa que condujera el agua a  través de un canal hasta las turbinas que harían funcionar la fábrica.

## Características

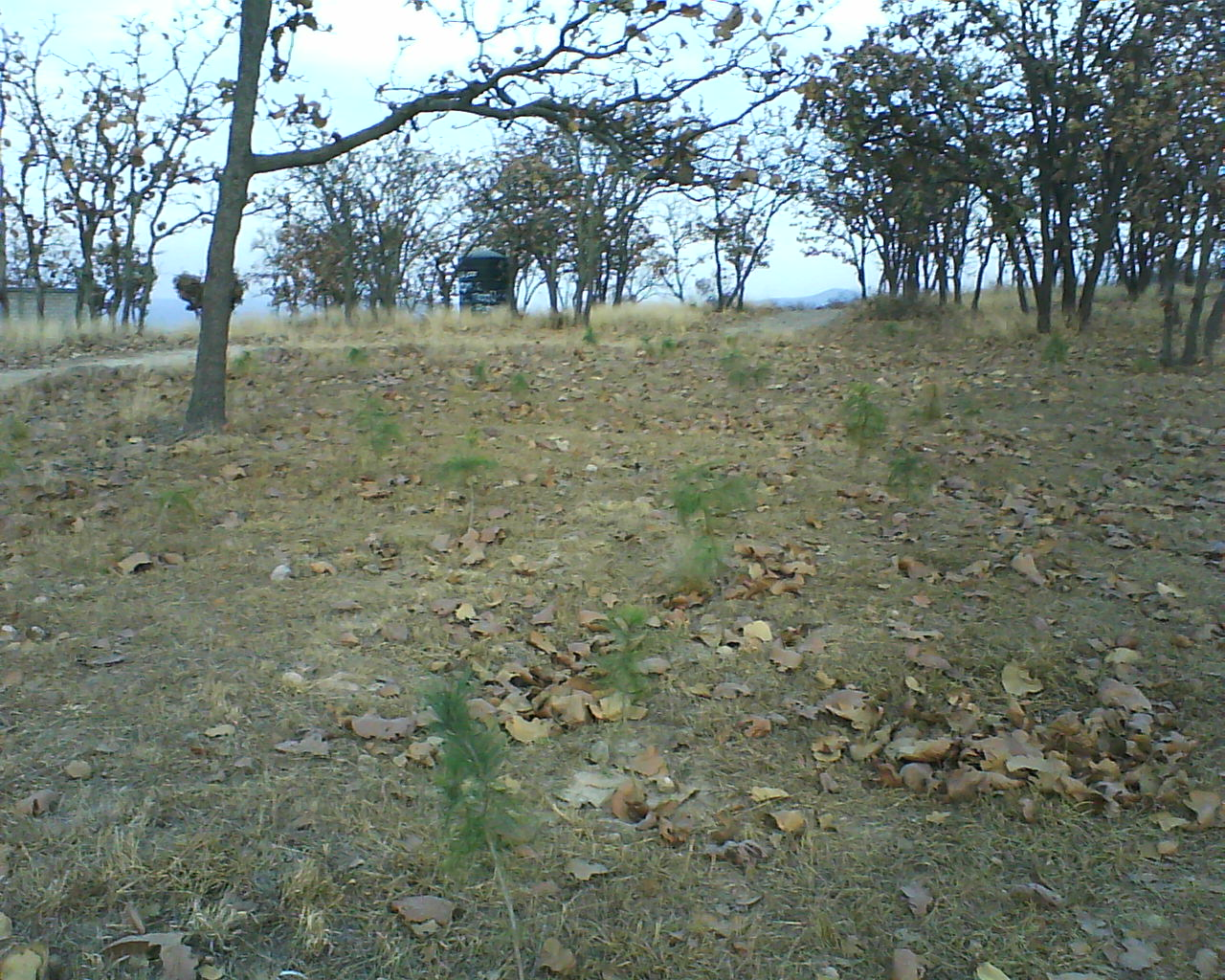
Área reforestada de El Nixticuil.

### Extensión
El bosque se extiende por 1860 hectáreas, de las cuales 1591 han sido establecidas como área natural protegida (ANP) bajo la categoría de manejo de área de protección hidrológica. Las zonas comprendidas en este decreto de protección abarcan parte del bosque El Nixticuil, el cerro del Diente y la comunidad de San Esteban, las cuales forman parte de la cuenca del río Blanco.

### Fauna y flora
En el bosque, habitan mamíferos como el coyote, el zorro, el zorrillo, el conejo, la zarigüeya, y varias especies de roedores, así como aves, reptiles, anfibios y artrópodos.
Se han hecho diversos recuentos de especies de aves pero, según la Universidad de Guadalajara, se encuentran 107 distintas (dos raras, siete amenazadas y una bajo protección especial).
En cuanto a la flora, además de los robles, encinos y pinos, tiene también gran biodiversidad de hierbas y arbustos, como el varaduz, el copal, el malvaste, el estafiate, la cola de zorra, el nardo silvestre o Styrax jaliscana (exclusiva de la zona), y otros árboles, como el sauce, el amate, el tepame y el huizache.
| Animal                | Nombre científico          |
| --------------------- | -------------------------- |
| Zorro gris            | Urocyon cinereoargenteus   |
| Halcón de cola roja   | Buteo jamaicensis          |
| Ardilla gris mexicana | Sciurus aureogaster        |
| Ardilla de roca       | Otospermophilus variegatus |
| Conejo de monte       | Sylvilagus floridanus      |
| Ratón pigmeo norteño  | Baiomys taylori            |

| Ave                 | Nombre científico       |
| ------------------- | ----------------------- |
| Pájaro reloj        | Momotus mexicanus       |
| Carpintero arlequín | Melanerpes formicivorus |
| Huilota común       | Zenaida macroura        |
| Lechuza común       | Tyto alba               |
| Chipe               | Setophaga nigrescens    |
| Carpintero mexicano | Dryobates scalaris      |

| Animal                    | Nombre científico        |
| ------------------------- | ------------------------ |
| Tlacuache                 | Didelphis virginiana     |
| Musaraña                  | Cryptotis parva          |
| Zorro gris                | Urocyon cinereoargenteus |
| Lagartija (anole nublado) | Anolis nebulosus         |

| Ave                      | Nombre científico        |
| ------------------------ | ------------------------ |
| Halcón de cola roja      | Buteo jamaicensis        |
| Gavilán palomero         | Accipiter cooperii       |
| Gavilán de pecho blanco  | Accipiter striatus       |
| Halcón de cola blanca    | Geranoaetus albicaudatus |
| Carpintero mexicano      | Dryobates scalaris       |
| Chipe                    | Setophaga coronata       |
| Rascadorcito coronirrufo | Melozone kieneri         |

| Animal                    | Nombre científico    |
| ------------------------- | -------------------- |
| Ratón espinoso mexicano   | Liomys irroratus     |
| Armadillo de nueve bandas | Dasypus novemcinctus |

| Ave                    | Nombre científico         |
| ---------------------- | ------------------------- |
| Cuco ardilla común     | Piaya cayana              |
| Bolsero cuculado       | Icterus cucullatus        |
| Paloma de alas blancas | Zenaida asiatica          |
| Mulato común           | Melanotis caerulescens    |
| Tigrillo               | Pheucticus melanocephalus |

| Animal            | Nombre científico     |
| ----------------- | --------------------- |
| Conguita          | Columbina inca        |
| Huilota común     | Zenaida macroura      |
| Mosquero cardenal | Pyrocephalus rubinus  |
| Cuitlacoche       | Toxostoma curvirostre |

### Fisiografía y topografía
El bosque se encuentra dentro de la provincia fisiográfica de la faja volcánica mexicana, y cerca del límite de la sierra madre occidental. Geológicamente, está constituido en su parte norte y oriente por domos riolíticos formados durante el pleistoceno temprano, y en el valle de Tesistán por tefras de caída área de composición con edad aproximada de 25 000 años.
En el área se puede encontrar planicies, cañadas poco profundas y lomeríos.

### Geología
Afloran en la mayor parte del territorio tefras que son rocas ígneas extrusivas de composición básica y que se pueden agrupar en tres unidades tobas pinocíticas, nubes ardientes y conos piroclásticos.

### Climatología
La lluvia anual es de casi 917 mm, cantidad que se considera como de un buen temporal y que da lugar a una producción considerable de biomasa y materia seca. El temporal de lluvias se establece durante el mes de junio y se retira en octubre, siendo el mes más húmedo julio, y el mes más seco marzo.

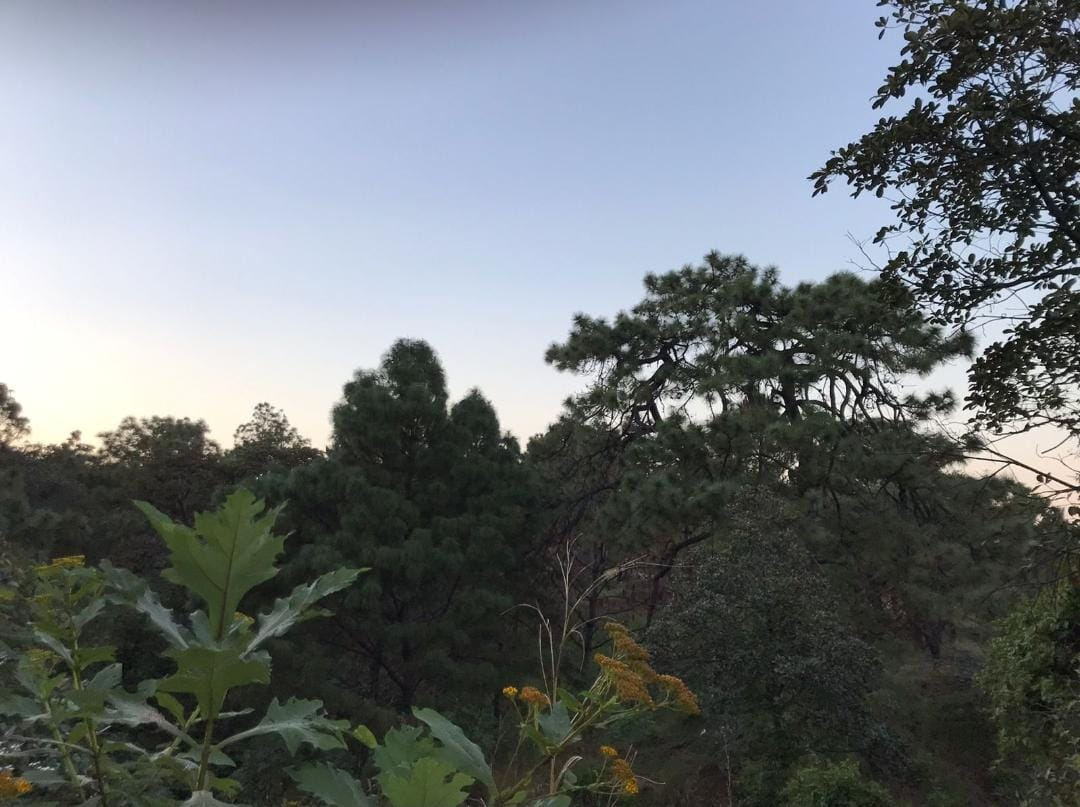
Bosque el Nixticuil

## Servicios ecosistémicos
El bosque del Nixticuil presta una serie de servicios ambientales a la población que vive dentro y alrededor de su área y en la zona de influencia indirecta e incluso en la Zona Metropolitana de Guadalajara.
Entre los servicios ecosistémicos que ofrece el BENSEDI son la conservación del agua, la protección del suelo, la fijación de carbono co2 y la producción de oxígeno. Además de su aporte para regular los ciclos de nutrientes, la descomposición de contaminantes, el control de enfermedades y plagas, la conservación de la biodiversidad, el mantenimiento de germoplasma, la estabilidad climática y el valor derivado de su belleza y significado cultural

## Problemática

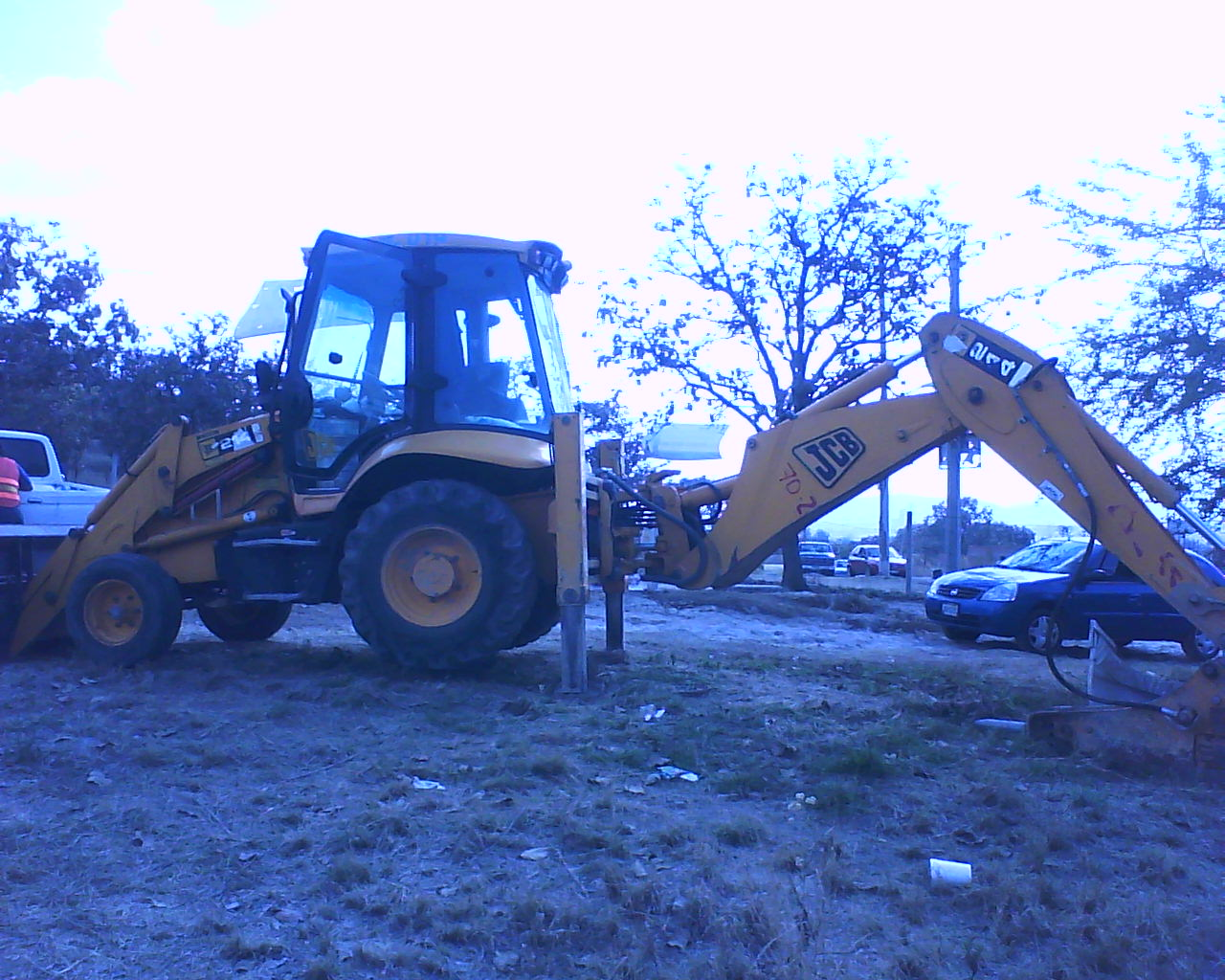
Maquinaria del SIAPA ocupando una entrada del Bosque el Nixticuil.

En la actualidad este bosque se encuentra amenazado por diversas causas, tema que ha tomado de bandera la organización vecinal Comité Salvabosque Tigre II para realizar sus actividades de carácter ecologista.

### Estatus de protección
En el año 2005, vecinos y activistas solicitaron al ayuntamiento de Zapopan que otorgase el estatus de Área de Protección a 30 hectáreas del bosque. Esto tras el temporal de lluvias de 2004, en el que una grieta que apareció en la localidad de Nextipac afectó a varios de sus habitantes. La intención entonces del ayuntamiento de Zapopan fue reubicar a estos en un área boscosa anexa al Tigre II, iniciándose para ello las obras que estimaron pertinentes en 2005. Por ello, tantos los habitantes de Tigre II que deseaban evitar la destrucción del bosque así como gran parte de los habitantes de Nextipac que se negaban al traslado forzoso decidieron oponerse a este proyecto.
Tras esto se suspendieron las obras y se inició una negociación hasta que el ayuntamiento decidió sin previo aviso retomarlas y aumentar la cantidad de terreno destinada a estas. Por ello las protestas se volvieron a suceder. Así, el 18 de mayo de 2005, logran detener los trabajos de urbanización del Ayuntamiento de Zapopan que habían provocado la tala de más de 300 robles.

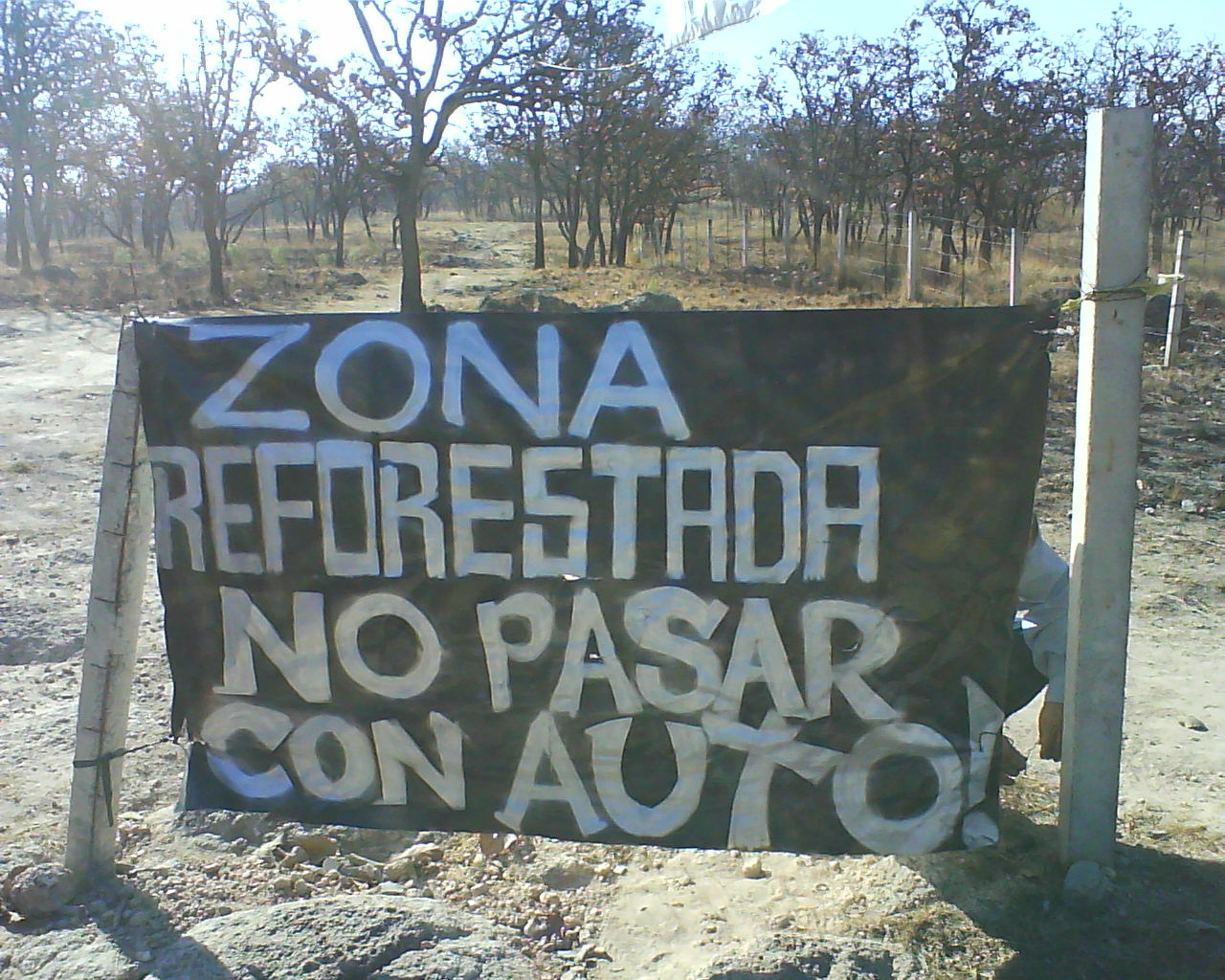
Zona reforestada del bosque el Nixticuil con cartel avisando de ello.

Junto a la intención del Ayuntamiento de Zapopan de construir vivienda popular en cinco hectáreas de bosque, se concretaron varios proyectos municipales y privados que intentaron ser edificados dentro del Nixticuil. El impulsado por la Asociación Villa de los Niños que consistía en la construcción de un complejo; a la par la Universidad Autónoma de Guadalajara presentó un proyecto para la construcción de un Parque Universitario de Investigación Científica y Tecnológica.
A final del año 2006, el Nixticuil fue propuesto por el Ayuntamiento de Zapopan para ser decretado como área natural protegida. Sin embargo el Congreso del Estado lo decretó hasta el 19 de febrero de 2008 con una extensión de mil 591 hectáreas, lo cual supuso la paralización de varios proyectos municipales que se planeaban construir dentro del Nixticuil.
En junio de 2007, el la organización vecinal Comité Salvabosque Tigre II interpuso una denuncia ante la Procuraduría Federal de Protección al Ambiente (Profepa) para evitar las obras ante la sospecha de irregularidades en la concesión de las autorizaciones.
Por estos motivos, el 18 de marzo también interpusieron una queja ante la Comisión Estatal de Derechos Humanos Jalisco (CEDHJ).
También denuncian que además de la intención de construir diversas instalaciones privadas, persiste la presión inmobiliaria, así como que la declaración de zona protegida del bosque El Nixticuil posee anomalías que tienen la finalidad de favorecer intereses privados, especialmente los de la familia Leaño, propietaria de la Universidad Autónoma de Guadalajara.

### Incendios forestales
Los incendios son una de las mayores amenazas a las que se enfrenta este bosque. Según el Comité Salvabosque Tigre II, el grupo ecologista que protege este bosque, estos son en ocasiones provocados y hay intereses económicos tras ellos.
Tienen un grave impacto sobre la flora y fauna de la zona, ya que estos han aumentado al paso en que aumenta la urbanización en el mismo municipio. Parte de las acciones de los grupos ecologistas involucrados van encaminadas a la prevención y extinción de estos, coordinada con las brigadas forestales de la entidad.

### Tala
Siempre dada de manera ilegal es una situación presentada a lo largo del tiempo, siendo principal causa la desocupación de flora y fauna, aparentemente con intenciones de urbanizar.